# Akkers (Heerenveen)
De Akkers is een woonwijk in Heerenveen, in de Nederlandse provincie Friesland. De wijk telt circa 2.440 inwoners.

## Geschiedenis
De wijk Akkers is in de jaren zestig ontstaan en wordt begrensd door de Burgemeester Falkenaweg (oostzijde), de spoorlijn (westzijde) en de Rottumerweg aan de noordzijde.

## Straatnamen
Akkersplein, Sallandlaan, Veluwelaan, Twentelaan, Graafschaplaan, Gaasterlandlaan, Westergo, Oostergo, Zevenwoudenlaan, Montferlandlaan, Vlielandlaan, Amelandlaan, Gooilandlaan, Terschellingstraat, Texelstraat, Voornestraat, Walcherenstraat, Naardermeerstraat, Waddenlaan.

## Onderwijs
- Openbaar basisonderwijs: De Commanderije / Letterbeam
- Protestants basisonderwijs: De Akker

## Hoogbouw
In de wijk bevinden zich vier flats (drie aan het Akkersplein) met acht verdiepingen.

## Sportcomplex
- Voetbalvelden, Heerenveense Boys

Akkers · 
De Greiden · 
Het Meer · 
Nijehaske · 
Skoatterwâld